# Chiesa di San Leonardo (Trento, Montevaccino)
La chiesa di San Leonardo è la parrocchiale di Montevaccino, frazione di Trento in Trentino. Risale al XVII secolo.

## Storia
La prima citazione documentale attinente all'edificio religioso risale al XVII secolo, precisamente al 1686, e nel secolo successivo venne elevata a dignità curiaziale, sussidiaria della chiesa dei Santi Pietro e Paolo nel capoluogo.
Venne elevata a dignità parrocchiale nel 1919 dal vescovo di Trento Celestino Endrici.
Nel 1924 fu oggetto di un importante lavoro di ampliamento e poi fu consacrata con cerimonia solenne.
Sempre nel corso del primo dopoguerra, nel 1935, la facciata venne arricchita di due dipinti murali.
Durante gli anni sessanta venne realizzato il necessario adeguamento liturgico e in seguito, nel 1971, venne consacrato il nuovo altar maggiore.

## Descrizione

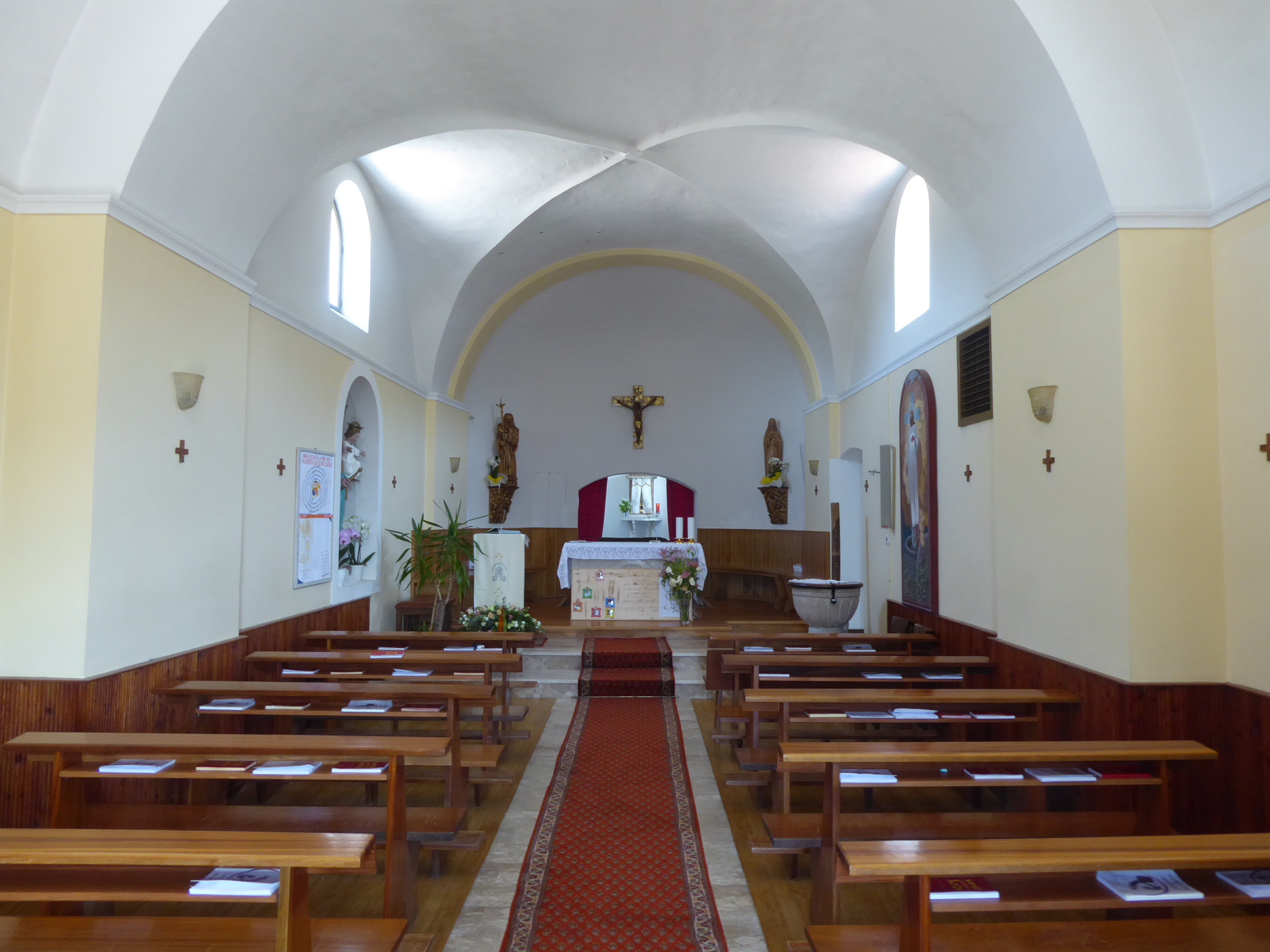
L'interno

San Leonardo si trova in posizione un po' isolata, con orientamento verso est.
La facciata è semplice, a capanna con due spioventi. Il portale ha una piccola tettoia sospesa e in alto si trova un oculo rotondo. 
La torre campanaria ha una cella campanaria ad altezza non elevata, aperta con monofore, sovrastata da un orologio. La copertura è una cuspide a piramide.
La navata è unica, ed oltre l'abside si trova la cappella originaria della chiesa, dove è conservata l'Eucaristia.
La chiesa di Montevaccino è una della numerose in Trentino-Alto Adige dedicate a Leonardo di Noblac perché in tutto il territorio dell'Argentario i boscaioli, che in alcuni casi erano di provenienza bavarese e spesso si dedicarono anche al lavoro in miniera, portarono il culto per il santo.
Sino agli anni settanta nella navata era presente un affresco raffigurante San Leonardo attribuito a Metodio Ottolini, che in seguito venne perduto.